# Thomas Taylor, Baron Taylor of Blackburn
Thomas Taylor, Baron Taylor of Blackburn (* 10. Juni 1929 in Blackburn; † 25. November 2016 in London) war ein britischer Politiker der Labour Party und seit 1978 Mitglied des House of Lords. Als er von Mai bis November 2009 von seiner Mitgliedschaft suspendiert war, war dies eine der ersten Suspendierungen eines Mitglieds des Oberhauses seit dem 17. Jahrhundert.

## Leben

### Kommunalpolitiker und Mitglied des House of Lords
Taylor begann seine politische Laufbahn für die Labour Party in der Kommunalpolitik als er 1954 zum Mitglied des Stadtrates von Blackburn gewählt wurde, dem er bis 1976 angehörte. Daneben war Taylor, der 1960 auch Friedensrichter (Justice of Peace) in Blackburn war, zwischen 1961 und 1995 Mitglied des Rates der Lancaster University sowie von 1962 bis 1963 Präsident des Rates der Free Church of England. Zuletzt war er von 1972 bis 1976 Vorsitzender des Stadtrates von Blackburn sowie anschließend von 1977 bis 1980 Vorsitzender des Rates der Elektrizitätskonsumenten der Region North West England.
1978 wurde er als Life Peer mit dem Titel Baron Taylor of Blackburn, of Blackburn in the County of Lancaster in den Adelsstand erhoben und gehört seither als Mitglied dem House of Lords an. Baron Taylor, der seit 1978 auch Mitglied der Parlamentarischen Versammlung des Commonwealth of Nations gewesen war, war außerdem zwischen 1994 und 2009 Deputy Lieutenant von Lancashire.
Neben seiner politischen Tätigkeit war er darüber hinaus auch Mitglied der Direktorien der Building Themes International Ltd und der Pine Mountain Resorts Ltd sowie Mitglied auf Lebenszeit des Rates der Lancaster University. Seine Verbundenheit mit Lancashire zeigt er ferner als Vizepräsident der Association of Lancastrians in London. Außerdem war er Berater der Unternehmen BAE Systems, Electronic Data Systems, United Utilities, Experian und Capgemini.

### „Cash for Influence“-Affäre und zeitweilige Suspendierung als Oberhausmitglied
Lord Taylor, dem die Lancaster University 1996 einen Ehrendoktor der Rechtswissenschaften verlieh, wurde Ende Januar 2009 der Beteiligung an der Cash for Influence-Affäre im Oberhaus überführt.
Dabei wurden ihm sowie den Oberhausmitgliedern Lord Snape, Lord Moonie und Lord Truscott vorgeworfen, Gesetzesvorhaben oder Gesetzesänderungsvorhaben gegen finanzielle Gegenleistungen unterstützt zu haben. Dabei bestätigte er gegenüber Journalisten, dass ihm Unternehmen zwischen 25.000 £ und 100.000 £ jährlich gezahlt hätten. Im Anschluss wurden er und Lord Truscott von Mai bis November 2009 von ihrer Mitgliedschaft im House of Lords suspendiert. Dies waren die ersten Suspendierungen von Lords seit dem 17. Jahrhundert.